# Frutillar Bajo
Frutillar Bajo es una área ubicada en la comuna de Frutillar, provincia de Llanquihue en la Región de Los Lagos. Es una Zona Típica o Pintoresca bajo los decretos N.º 126 y N.º 187 que abarca 100 hectáreas con esta tipificación, la que implica una protección al patrimonio local bajo la Ley 17.288 de Monumentos Nacionales.

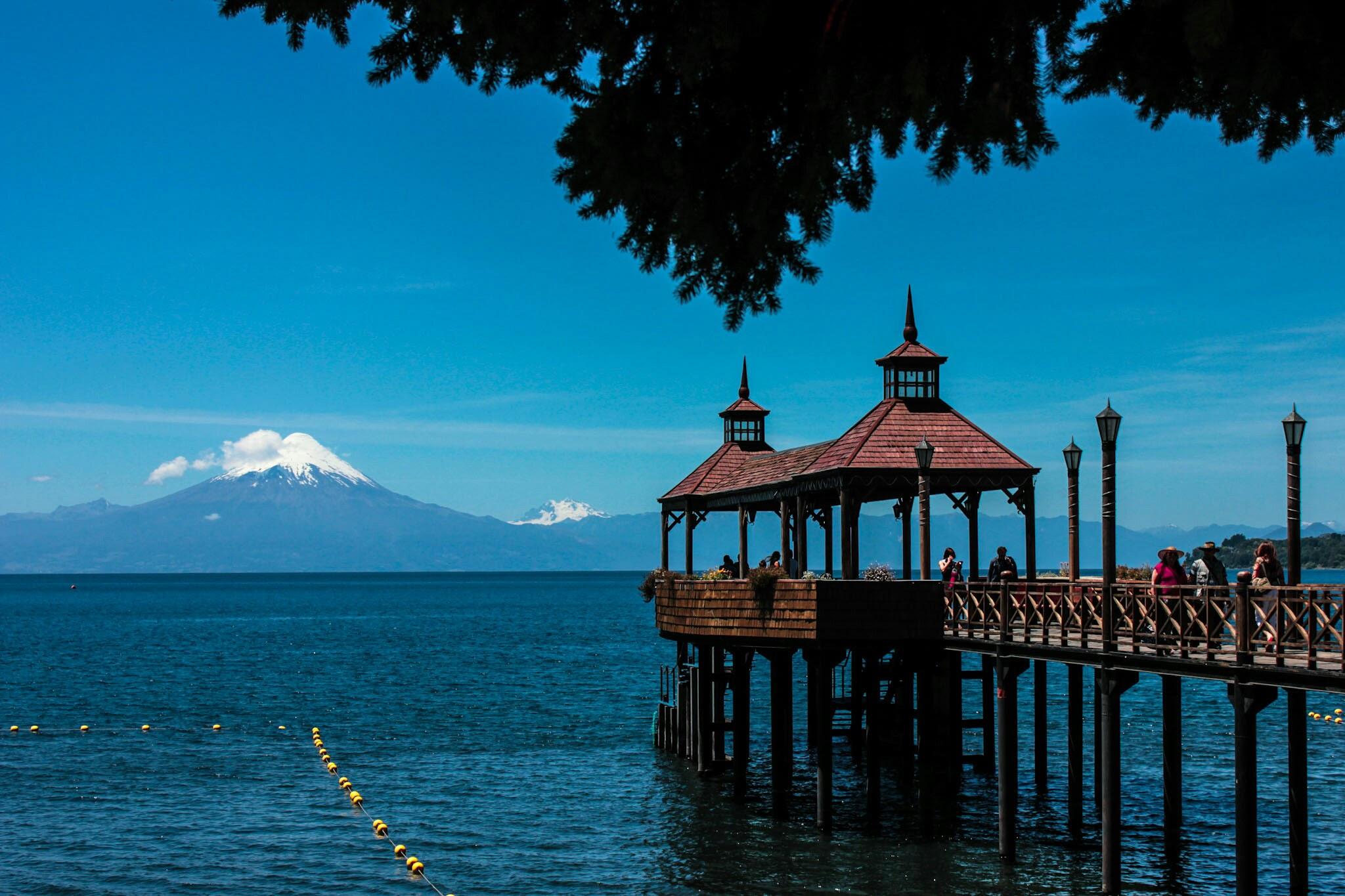
Muelle de Frutillar bajo con vista al volcán Osorno

Contempla casonas construidas por los colonos alemanes con tejuela de madera, el Teatro del Lago, el Templo Luterano, muelle de la costanera de Frutillar en el lago Llanquihue, entre otros lugares de atractivo turístico.

## Historia
El nombre de este pueblo se debe a la frutilla chilena presente en los alrededores y bosques.
El pueblo de Frutillar fue fundado a orillas del lago Llanquihue el 23 de noviembre de 1856 por inmigrantes alemanes que llegaron a la zona en el periodo de la colonización del lago Llanquihue durante el gobierno del presidente Manuel Montt.
Se puede definir a Frutillar como un pueblo de dos polos, debido a su separación física cada uno tiene distintas dinámicas, se divide en Frutillar Alto, cercana a la ruta 5, en este sector se dedican principalmente al comercio local. Frutillar Bajo o balneario brinda servicio turístico y comercio en general.

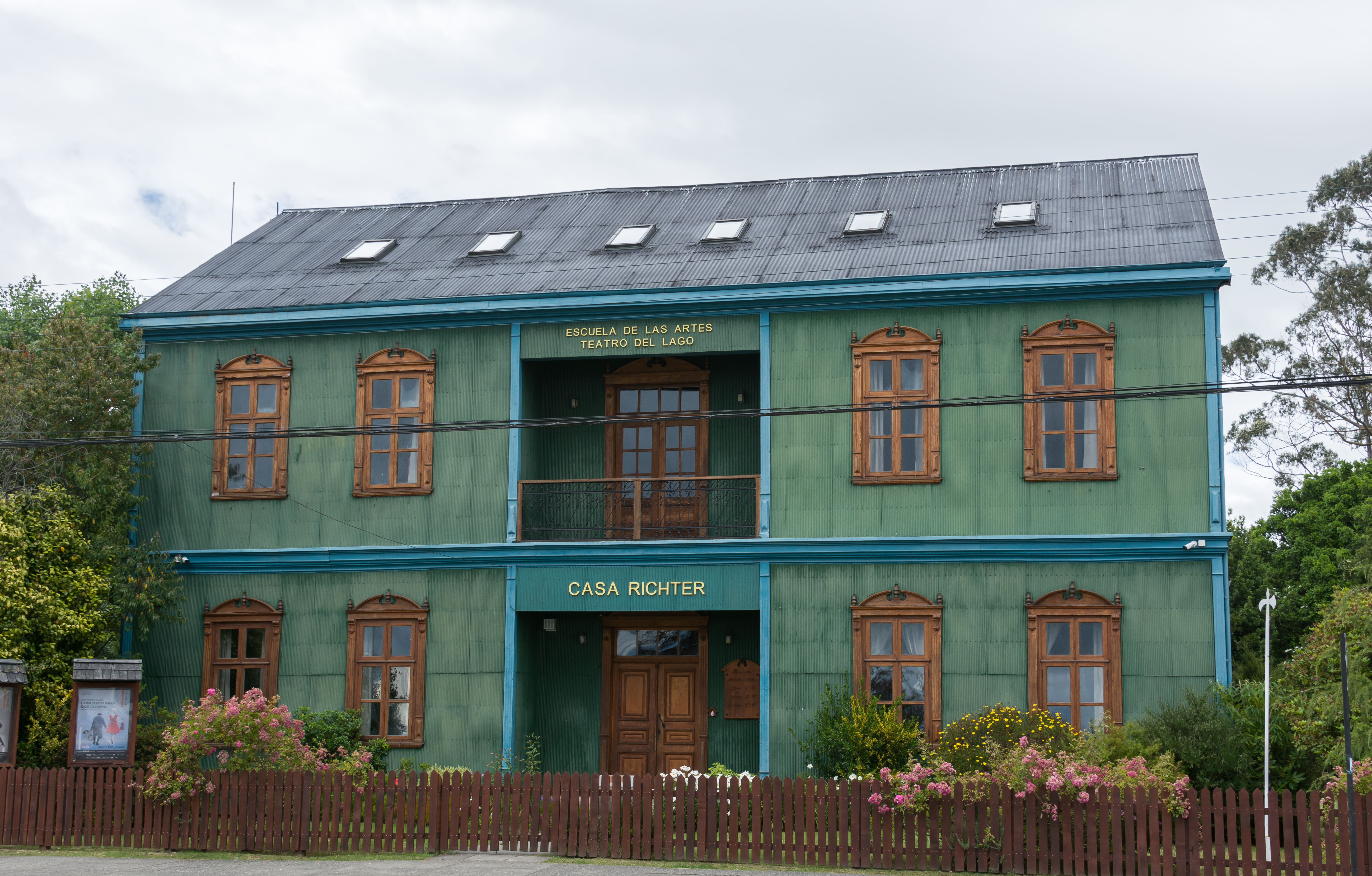
Casa Richter, Frutillar Bajo

## Casonas alemanas
Las fachadas de las casas son del estilo de los colonos alemanes y la altura es de 3 pisos como máximo. Las fachadas principales siempre dirigen la vista al lago, ya sea en su arquitectura o en su posición.

## Teatro del Lago
Artículo principal: Teatro del Lago
Se creó el 6 de noviembre de 2010 y está inspirado en la arquitectura de la Isla de Chiloé. En el teatro del lago se celebran las Semanas Musicales de Frutillar, se realizan conciertos, obras teatrales, ballet y cine durante todo el año. Es el teatro internacional más austral del mundo.

## Templo Luterano
Artículo principal: Templo luterano de Frutillar
Fue construido en planta basilical, ejecutado en madera, con cubierta dos aguas y una torre en su fachada principal. Es testimonio histórico de la Iglesia Luterana en el sur de Chile, producto de la colonización alemana de la zona a mediados del siglo XIX.